# Festival de Cannes 1956
La neuvième édition du Festival de Cannes, a lieu du 23 avril au 10 mai 1956 et se déroule au Palais des Festivals dit Palais Croisette, 50 du boulevard de la Croisette.

## Déroulement et faits marquants
Les organisateurs du festival obtiennent du réalisateur Alain Resnais de censurer un plan de son film Nuit et Brouillard et, à la demande de l’ambassade d’Allemagne, le long métrage est retiré de la compétition,. Le film est projeté hors compétition le 29 avril, à l'occasion d'une commémoration dans le cadre de la Journée nationale du souvenir de la déportation.

## Jurys

### Compétition
- Maurice Lehmann (France), président du jury
- Arletty, actrice (France)
- Domenico Meccoli, journaliste
- Henri Jeanson, scénariste et dialoguiste (France)
- Jacques-Pierre Frogerais, producteur
- James Quinn, producteur
- Louise de Vilmorin, écrivain (France)
- Maria Romero, journaliste
- Otto Preminger, réalisateur (États-Unis)
- Roger Régent, journaliste (France)
- Sergueï Vassiliev, réalisateur (URSS)

### Courts métrages
- A. Brousil, administration
- Francis Bolen, journaliste
- Henri Fabiani, réalisateur
- Jean Perdrix, réalisateur
- Paul Grimault, réalisateur

## Sélection officielle

### Compétition
La sélection officielle en compétition se compose de 39 films :
- L'Affaire Protar (Afacerea Protar) de Haralambie Boros
- L'Ombre (Cień) de Jerzy Kawalerowicz
- Dalibor de Václav Krška
- Le Dernier Chien (El último perro) de Lucas Demare
- Les Amoureux (Gli innamorati) de Mauro Bolognini
- Hanka de Slavko Vorkapić
- Une femme en enfer (I'll Cry Tomorrow) de Daniel Mann
- Vivre dans la peur (Ikimono no kiroku) d'Akira Kurosawa
- Le Disque rouge (Il ferroviere) de Pietro Germi
- Le Toit (Il tetto) de Vittorio De Sica
- Un petit carrousel de fête (Körhinta) de Zoltán Fábri
- La escondida de Roberto Gavaldón
- Le Monde du silence de Jacques-Yves Cousteau et Louis Malle
- Le Mystère Picasso de Henri-Georges Clouzot
- Le Cheval et l'Enfant (Maboroshi no uma) de Kōji Shima
- Marie-Antoinette reine de France de Jean Delannoy
- La Mère (Mat) de Marc Donskoï
- Les mouettes meurent au port (Meeuwen sterven in de haven) de Roland Verhavert, Ivo Michiels et Rik Kuypers
- Mozart de Karl Hartl
- Othello de Sergueï Ioutkevitch
- La Complainte du sentier (Pather panchali) de Satyajit Ray
- Poème pédagogique (Pedagogicheskaya poema) d'Aleksei Maslyukov et Mechislava Mayevskaya
- Le Christ en bronze (Seidō no Kirisuto) de Minoru Shibuya
- Sept Ans d'aventures au Tibet (Seven Years in Tibet) de Hans Nieter
- La Sangsue (Shabab emra'a) de Salah Abou Seif, Ahmad El-Sabawi et Amin Yousseff Ghurab
- Héritage moral (Shevagyachya Shenga) de Shantaram Athavale
- Sous le ciel de Bahia (Sob o Céu da Bahia) de Ernesto Remani
- Sourires d'une nuit d'été (Sommarnattens leende) d'Ingmar Bergman
- Le Vœu (Talpa) de Alfredo B. Crevenna
- Après-midi de taureaux (Tarde de toros) de Ladislas Vajda
- Plus dure sera la chute (The Harder They Fall) de Mark Robson
- L'Homme au complet gris (The Man in the Gray Flannel Suit) de Nunnally Johnson
- L'Homme qui en savait trop (The Man Who Knew Too Much) d'Alfred Hitchcock
- L'Homme qui n'a jamais existé (The Man Who Never Was) de Ronald Neame
- La Fille en noir (To Koritsi me ta mavra) de Michael Cacoyannis
- Point premier de l'ordre du jour (Tochka parva) de Boyan Danovski
- Le Médecin malgré lui (Toubib al affia) de Henry Jacques et Youssef Maalouf
- L'Odyssée du capitaine Steve de Marcello Pagliero et Lee Robinson
- Peine capitale (Yield to the Night) de J. Lee Thompson

### Hors compétition
1 film est présenté hors compétition :
- Nuit et Brouillard d'Alain Resnais

## Palmarès

### Compétition
Palme d'or :
Le Monde du silence de Jacques-Yves Cousteau et Louis Malle (France)
Prix spécial du jury :
Le Mystère Picasso de Henri-Georges Clouzot (France)
Prix international de la meilleure interprétation :
Susan Hayward pour Une femme en enfer (I'll Cry Tomorrow) de Daniel Mann (États-Unis)
Prix international de la meilleure réalisation :
Sergueï Ioutkevitch pour Othello (URSS)
Prix de l'humour poétique :
Sourires d'une nuit d'été (Sommarnattens leende) d'Ingmar Bergman (Suède)
Prix du document humain :
La Complainte du sentier (Pather Panchali) de Satyajit Ray (Inde)

### Courts métrages
Palme d'Or du court métrage :
Le Ballon rouge d'Albert Lamorisse
Prix du documentaire (ex æquo) :
André Modeste Gretry de Lucien Deroisy La Course des « Tours » (La Corsa delle Rocche) de Gian Luigi Polidoro
Prix du film de fiction :
Le Petit Âne de Magdana (Lordja Magdany) de Tenguiz Abouladzé et R. Tchkheidze
Mention spéciale :
Les Marionnettes de Jirí Trnka (Lotky Jiriho Trnky) de Bruno Sefranek
Mention au film de recherche (ex æquo) :
Tant qu'il y aura des bêtes de Brassaï Ensemble (Together) de Lorenza Mazzetti